# Corydalis pycnopus
Corydalis pycnopus är en vallmoväxtart som beskrevs av Lidén. Corydalis pycnopus ingår i släktet nunneörter, och familjen vallmoväxter. Inga underarter finns listade i Catalogue of Life.